# Gaumata

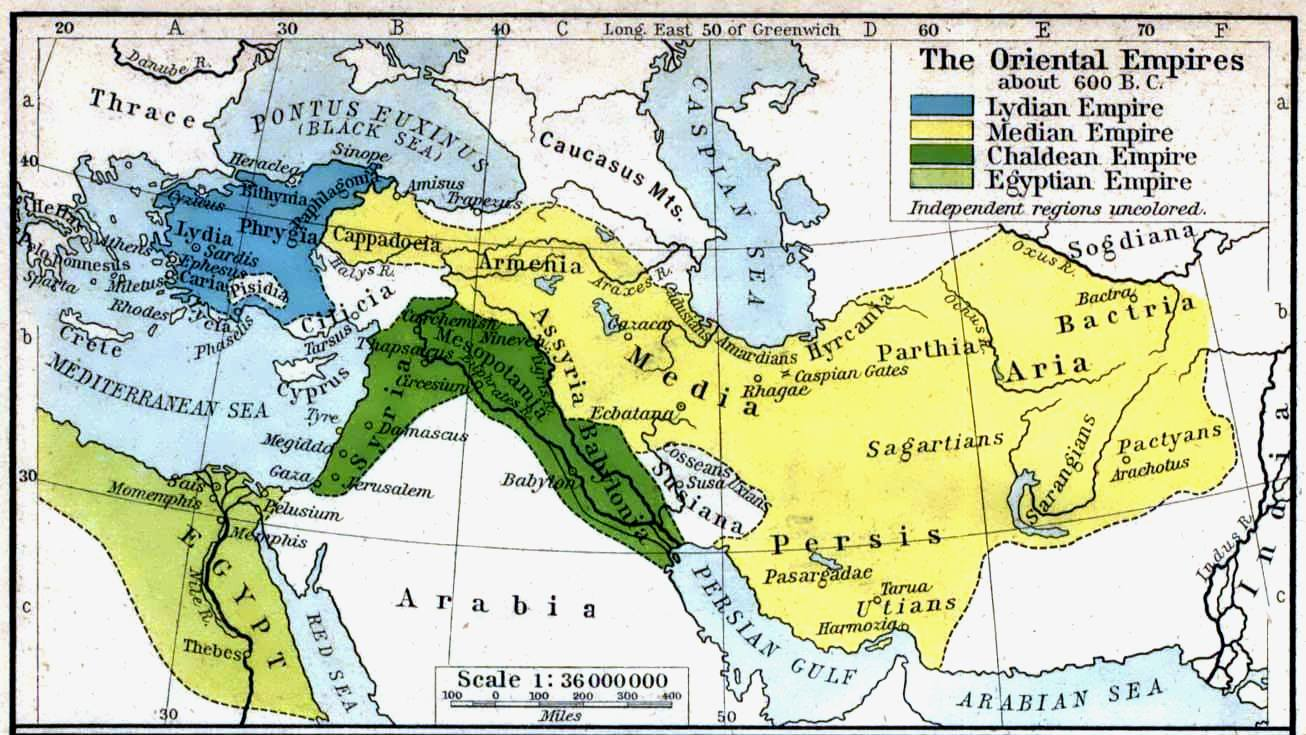
L'Imperi mede cap a l'any 600 aC

Gaumata va ser, segons la Inscripció de Behistun (erigida per Darios I), un mag mede que cap al 522 aC es va revoltar a contra el sobirà persa Cambises II, quan aquest es trobava a Egipte, i que pretenia ser Esmerdis, el seu germà menor. Cambises va morir en el camí de tornada per reprimir la rebel·lió, i Gaumata va regnar fins que va ser assassinat al seu torn per Darios I a l'octubre de 521 aC.

## Aixecament de Gaumata
El 525 aC el rei persa Cambises II estava conquerint d'Egipte quan envia uns soldats a matar el seu gemà Bardiya(en grec Smerdis) que havia deixat com a governant durant la seva absència. Aleshores Gaumata es fa passar per Bardiya ressuscitat per tal de provocar una revolta popular i proclamar-se ell com a nou rei i posar la casta sacerdotal al poder. No obstant això, no aconsegueix pacificar el país i comença un període incert en l'imperi persa. Cambises prossegueix la seva campanya militar a Síria però abans de morir demana al seu cunyat Darios que acabi amb la usurpació de Gaumata. Aquest, juntament amb altres nobles, recupera el tron i mata Gaumata el 16 d'octubre del 521. Uns mesos després Cambises mor a Siria² i Darios esdevé el nou emperador persa.

## Dubtes històrics
El problema sorgeix per la informació que proporcionen les fonts escrites, principalment dos: la inscripció de Behistun (col. XI-XIII), que el nou rei Darios ordenà escriure, i el relat que en va fer Heròdot d'aquests esdeveniments (Herod. III, 61-79.) En ambdós llocs es presenta aquest Bardiya un mag anomenat Gaumata que ha suplantat la identitat del germà de Cambises, que havia estat assassinat abans en secret. De tal manera que l'acció de Darios rep una total legitimitat, ja que era un aixecament legítim contra un usurpador, d'origen mede, que posava en perill el predomini dels perses a l'Imperi. El regnat d'aquest Gaumata va suposar alteracions en l'ordre econòmic, social i també en el religiós. En aquest sentit, segons es pot llegir a la inscripció, sembla que el mag hauria tractat d'eliminar els cultes locals per introduir una divinitat central, possiblement Ahura-Mazda.